# دوغلاس لي
دوغلاس لي (بالإنجليزية: Douglas Leigh)‏ هو شخصية أعمال أمريكي، ولد في 24 مايو 1907 في نيويورك في الولايات المتحدة، وتوفي بنفس المكان في 14 ديسمبر 1999.